# خربة الكرمل (الخليل)
خربة الكرمل، هي خربة أثرية تقع وسط بلدة الكرمل في الجنوب الشرقي من مدينة يطا. وعلى نحو 12 كم من الخليل. بناها الكنعانيون ودعوها بهاذا الاسم, بمعنى ((ثمر)) أو ((مشجر)), ودعاها الرومان Chermela. وفي العصور الوسطى كانت حصينة.
ضمت الكرمل في عام 1961 م : 146 مسلمًا: 75 ذ. و 71 ث. وفيها مدرسة صغيرة جمعت عام 1966 - 1967 المدرسي 18 طالبًا وطالبة.
والكرمل موقع أثري يحتوي على أنقاض واسعة, كنيستان, حصن برج, نفق منقور في الصخر, قبور منقورة في الصخر, مغر وقطع معكارية.

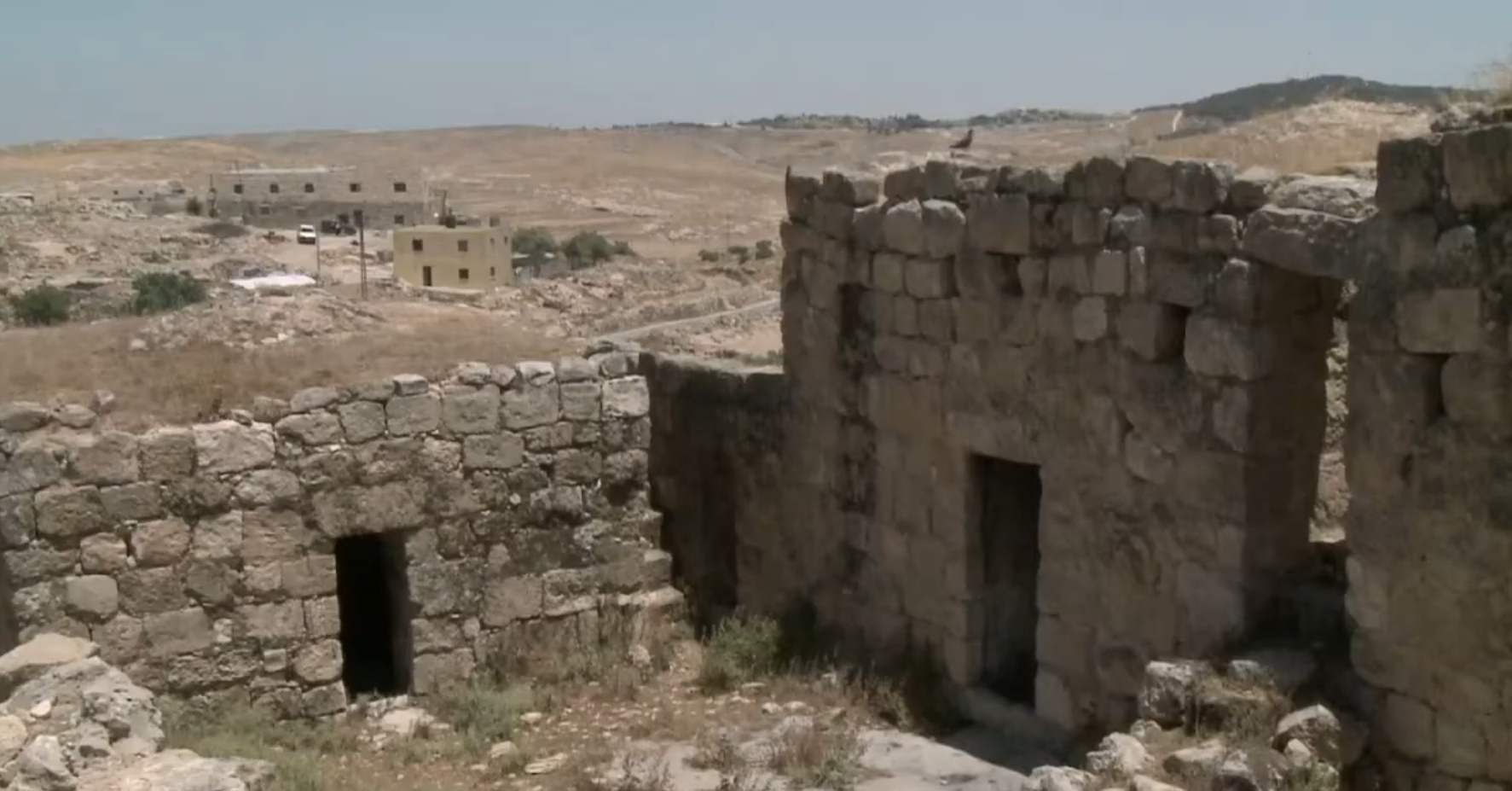
مباني قديمة في خربة الكرمل

وفي الكرمل ايضًا آثار بركة مساحتها نحو 400 م2 تنحدر اليها مياه الأمطار أقيمت للحجاج في طريقهم إلى بيت الله الحرم.

## سبب التسمية
اسم الكرمل ارتبط بالموقع منذ أقدم العصور، وذُكِرَ في الكتاب المقدس في سفر يشوع بن نون (55:15) ورُوِّجَ في بعض المصادر باسم الكرمل، ورُبِطَ بالرواية التوراتية التي تحدثت عن زيارة الملك داوود للمكان.
في الفترة الرومانية، سُمي هذا الموقع بـ "كرمولا"، وفي الفترة البيزنطية تغيّر الاسم إلى "كرمالا" ومن ثم إلى "كارميلوس".

## تاريخها
لعبت زيارات الرحالة والجغرافيين دوراً مهماً في الإشهار وإظهار مكانة الكرمل، حيث زار الرحالة المقدسي هذه المنطقة عام 985 م وسماها بـ "الكرمل"، مُشيرًا إلى أنها قرية تقع في آخر حدود الخليل تابعة لجند فلسطين. كما ذكر وليم الصوري الذي زار المنطقة إبان الفترة الصليبية عام 1172 م، أن الملك أمالريك قام بجمع حشود الجيش الصليبي عند بركة الكرمل لمواجهة قوات صلاح الدين التي هاجمت القوات الصليبية من الجهة الشرقية والجنوبية للبحر الميت.

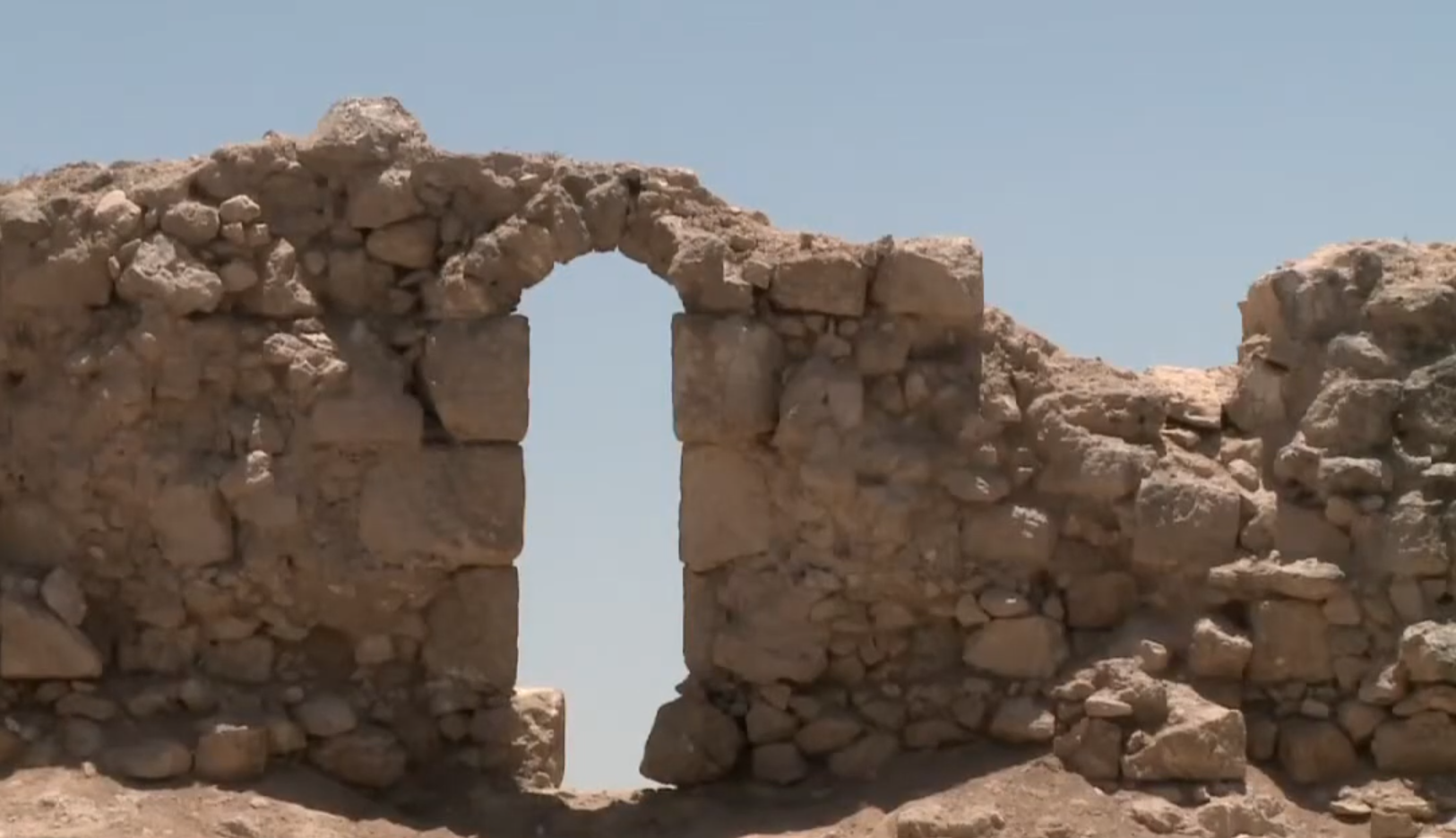
بقايا قصر الكرمل الأثري في خربة الكرمل

في الفترة الأيوبية، ذُكِر الكرمل في كتاب ياقوت الحموي "معجم البلدان"، وتم بيان تشابه اسمها مع موقع آخر يقع في حيفا شمال فلسطين بقوله "كرمل بكسر الكاف: هو حصن على الجبل المطل على حيفا بسواحل بحر الشام... وكرمل: قرية في آخر حدود الخليل من جهة فلسطين".
وظهر اسم الكرمل أيضاً على خريطة أعدها الرحالة الألماني سيتزن عام 1807 م إلى جانب أسماء مناطق أخرى مثل يطا والسموع وغيرها.
يُعنى اسم الكرمل بالمعنى الدلالي "المثمر" أو "المشجر"، وقد تم ذكر ذلك في عدة مصادر مختلفة، مثل (شراب 1987: 8) و (لدباغ 2002: 217). ربما أُطلق هذا الاسم عليها في العصور القديمة نظرًا لازدهار زراعة الأشجار في أراضيها وتعمُّد أهلها لزراعة المحاصيل المختلفة، بالإضافة إلى اشتغالهم بمهن أخرى مثل الرعي وتربية المواشي. واستمر هذا الاسم عبر الفترات الزمنية المختلفة حتى الوقت الحاضر.

## اقرأ أيضاً
- بلدة الكرمل
- قصر الكرمل الأثري
- بركة الكرمل الأثرية